# بيلي مكلارين
بيلي مكلارين (بالإنجليزية: Billy McLaren)‏ هو مدرب كرة قدم ولاعب كرة قدم بريطاني في مركز الدفاع، ولد في 7 يونيو 1948 في غلاسكو في المملكة المتحدة. لعب مع دونفرملين أثلتيك وريث روفرز وكوين أوف ساوث ونادي إيست فيف ونادي بارتيك ثيسل ونادي غرينوك مورتون ونادي كلايد ونادي هيبرنيان.

## وصلات خارجية
- بيلي مكلارين على موقع Soccerbase.com (مدرب) (الإنجليزية)